# 下剋上球兒
《下剋上球兒》是2023年10月15日至12月17日於TBS電視台的日曜劇場時段播出的電視劇，由鈴木亮平主演。
臺灣由friDay影音、KKTV；香港由myTV Gold於2023年10月16日起跟播。

## 登場人物

### 主要人物
- 南雲脩司：鈴木亮平[1]

三重縣立越山高校的社會科的歷史・地理老師。在當地大地主的孫子入學之際，成為即將被廢除的弱小棒球部顧問，日常生活也隨之發生變化。
曾經直到大學為止都專注於打棒球，因傷引退後而成為一位運動訓練員。但是因放不下成為老師的夢想，而再次於32歲重回大學並成為老師。

### 三重縣立越山高校

#### 教職員工
- 山住香南子：黑木華[2]

三重縣立越山高校的家庭科老師兼棒球部部長。南雲的同事。超喜歡棒球到被稱之為「棒球笨蛋」。擁有堪比跟蹤狂程度的搜集選手資料的能力。因犬塚的邀請而來到越山高校赴任，與南雲一起擔任棒球部的顧問。曾經待在橫濱的棒球強校。
- 横田宗典：生瀨勝久[3]

國文科的古文老師。南雲的同事。同時擔任棒球部的顧問及教練，後因南雲的到來，專注於擔任棒球部的教練。
- 丹羽慎吾：小泉孝太郎[3]

校長。以前就職於名古屋的補習班，於4年前來到越山高校。
- 服部秀紀：今里真

教務主任。國文科的現代文老師。
- 和辻：森下人生

體育老師。
- 鄉田：井上拓哉

資訊老師。足球部顧問。
- 堀江愛子：上田遙

行政職員。

#### 棒球部隊員
- 犬塚翔：中澤元紀[4]

1年級生→2年級生→3年級生。投手。
樹生的孫子、曾經知名棒球俱樂部的王牌。因考試落榜星葉高校，而來到越山高校。
- 根室知廣：兵頭功海[4]

1年級生→2年級生→3年級生。投手、外野手。
柚希的弟弟。家離學校很遠，每天搭船和電車上學。
- 椿谷真倫：伊藤明日陽[4]

1年級生→2年級生→3年級生。内野手、隊長。
棒球初學者。中學時曾加入將棋部。
- 日沖壯磨：小林虎之介[4]

1年級生→2年級生→3年級生。捕手。
誠的弟弟。中學時有擔任過先發捕手的經驗。
- 久我原篤史：橘優輝[4]

1年級生→2年級生→3年級生。外野手。
中學時曾加入田徑隊，擁有跑出大會紀錄的快腿。
- 楡伸次郎：生田俊平[4]

1年級生→2年級生→3年級生。外野手。
中學與篤史同校，是位問題學生。曾經在小學高年級時活躍於棒球隊，但在中學2年級時放棄。
- 中世古僚太：柳谷參助（第6話 - ）

1年級生→2年級生。内野手。
山住從西牧中學校挖角過來的。
- 井内夏樹：井上遙（第6話 - ）

1年級生→2年級生。
- 鈴村：鈴木蓮清（第6話 - ）

1年級生→2年級生。
- 瀨戶陸斗：瀨名陽斗（第6話 - ）

1年級生→2年級生。
- 成澤光明：成瀨充稀（第6話 - ）

1年級生→2年級生。
- 松本淳之介：松谷優輝（第6話 - ）

1年級生→2年級生。
- 三宅晶：三浦陽明（第6話 - ）

1年級生→2年級生。
- 幸上朝陽：幸村太陽（第6話 - ）

1年級生→2年級生。
- 阪大輔：中山翔貴（第7話 - ）

1年級生。來自鳥羽SENIOR。
- 三鬼勝（三鬼まさる）：青山俊雄（第7話 - ）

1年級生。
- 堀川佑：金城悠史（第7話 - ）

1年級生。
- 濱田正平：橫濱翔希（第7話 - ）

1年級生。
- 北林琥太郎：スカリオン十座（第7話 - ）

1年級生。
- 種田和央：七種レオ（第7話 - ）

1年級生。
- 神野太一：鄉馬健太郎（第8話 - ）

1年級生。

#### 棒球部OB
- 日沖誠：菅生新樹[4]

3年級生→OB。2016年的隊長。壯磨的哥哥。畢業後就職於超市。
- 長谷川幹太：財津優太郎[4]

3年級生→OB。曾經是幽靈隊員。畢業後就職於越山塗裝工業。
- 藤本大牙：鈴木敦也[4]

3年級生→OB。曾經是幽靈隊員。畢業後就職於農協。
- 富嶋雄也：福松凜[4]

2年級生→3年級生→OB。2017年的隊長。曾經是幽靈隊員。畢業後進入大學。
- 野原舜：奧野壯[4]

2年級生→3年級生→OB。曾經是幽靈隊員。畢業後朝著漁師的道路前進。
- 紅岡祥悟：絃瀨聰一[4]

2年級生→3年級生→OB。曾經是幽靈隊員。因野原的邀請而加入。畢業後就職於當地餐飲店。

#### 其他人物
- 宮澤：伊達小百合[5]

廣播部成員。

### 周邊人物

#### 南雲家
- 南雲美香：井川遙[2]

脩司的妻子。在東京的藝術相關公司上班，作為單親媽媽獨自撫養兒子，之後遇到脩司並再婚，兩人之後生下長女・渚。
- 南雲青空：番家天嵩

美香的兒子。稱呼脩司。
- 南雲渚（南雲なぎさ）：倉田瑛茉

青空的妹妹。
- 山崎七彥：中村SHIYUN

美香的父親。經營牡蠣養殖。

#### 犬塚家
- 犬塚樹生：小日向文世[2]

當地大地主。為了孫子的「想去大聯盟」一句話，以慶祝進入越山高校的入學禮物，擅自建設棒球場。
- 犬塚杏奈：明日海里奧[6]

翔的母親、樹生的女兒。
- 犬塚敏生：吉田烏龍太

翔的父親、杏奈的丈夫。犬塚開發的社長。入贅女婿。

#### 星葉高校棒球部
- 賀門英助：松平健[3]

三重縣內棒球名校「星葉高校」的教練。無棒球經驗，憑藉歷史上的名人為模版創造出特有的指導方式，並以此讓學校成為甲子園常客。也是脩司高中時的恩師。
- 江戶川快斗：清谷春瑠

1年級生→2年級生→3年級生。強打者。中學時，與翔是知名俱樂部的隊友。
- 兒玉拓海：羽谷勝太

1年級生→2年級生→3年級生。投手。中學時，與翔是知名俱樂部的隊友。

#### 越山DORMERS
- 下川原祐一：鳥谷敬（第1話）[5]

業餘棒球隊「越山DORMERS」的成員。
- Johnson：新浜Reon

打擊練習中心的店員。
- 紺野毅：山本浩貴

洗衣店店主。

### 其他人物
- 根室柚希：山下美月（乃木坂46）[6]

知廣的姊姊。美髮師。雙親因事故身亡，代親照顧知廣以及祖母。
- 青沼健太：富士田恭兵（COTTON）[6]

越山高校附近便利商店的店長。
- 小柳晴哉：大倉孝二[7]

美香的前夫。青空的親生父親。

## 製作團隊
- 原案：『下剋上球兒』（KANZEN / 菊地高弘著作）
- 劇本：奥寺佐渡子
- 配樂：Jizue
- 主題曲：Superfly「Ashe’s」[8][9]
- 動畫：石濱真史[10]
- 動畫製作：CloverWorks[10]
- 動畫製作人：福島祐一、新宅洋平
- 導演：塚原亞由子、山室大輔、濱野大輝
- 製作人：新井順子
- 編成：黎景怡、廣瀨泰斗
- 製作著作：TBS SPARKLE、TBS

## 播出日程
- 第1話加長25分鐘（21:00 - 22:19）。
- 第2話加長15分鐘（21:00 - 22:09）。
- 第6話因轉播『2023年亞洲職棒冠軍爭霸賽』（ 日本× ）比賽延長，而延後70分鐘播出（22:10 - 23:04）。

| 集數                                                                      | 播出日期        | 日文標題 | 中文標題 (friDay影音)                                    | 導演       | 收視率 |
| ------------------------------------------------------------------------- | --------------- | -------- | -------------------------------------------------------- | ---------- | ------ |
| 第1話                                                                     | 2023年 10月15日 |          | 「弱小棒球隊前進軍甲子園的三年裡之足跡與背後隱藏的祕密」 | 塚原亞由子 | 10.8%  |
| 第2話                                                                     | 10月22日        |          | 坦承內心深藏的秘密                                       | 塚原亞由子 | 10.7%  |
| 第3話                                                                     | 10月29日        |          | 邁向夢寐以求的甲子園前便分崩離析?                        | 塚原亞由子 | 09.2%  |
| 第4話                                                                     | 11月05日        |          | 夏季一勝!熱淚盈眶的正規賽揭開序幕…!                      | 山室大輔   | 08.0%  |
| 第5話                                                                     | 11月12日        |          | 新教練登場引發喧然大波!?老師與球員的羈絆                 | 山室大輔   | 10.1%  |
| 第6話                                                                     | 11月19日        |          | 為了老師與隊友們贏得首勝…!                               | 塚原亞由子 | 09.3%  |
| 第7話                                                                     | 11月26日        |          | 教練回歸!突破逆境 實現夢想吧                             | 濱野大輝   | 08.6%  |
| 第8話                                                                     | 12月03日        |          | 尚未結束!與隊友們彼此約定的最後夏天                      | 棚澤孝義   | 09.9%  |
| 第9話                                                                     | 12月10日        |          | 燃燒鬥魂!與宿敵展開命運決戰!                             | 塚原亞由子 | 10.2%  |
| 最終話                                                                    | 12月17日        |          | 羈絆創造奇蹟… 與最棒的夥伴前往甲子園                     | 塚原亞由子 | 09.5%  |
| 平均收視率 9.6%（收視率由Video Research調查關東地區、家戶的即時統計資料） |                 |          |                                                          |            |        |

## 出版書籍
- 菊地高弘『下剋上球兒 三重縣立白山高校，去到甲子園的奇蹟』（下剋上球児 三重県立白山高校、甲子園までのミラクル）、KANZEN、2019年3月7日發售、ISBN 978-4-86255-499-4

## 外部連結
- 電視劇官方網站（日語）
  - 下剋上球兒的X（前Twitter）
  - 下剋上球兒的Instagram帳戶
  - 下剋上球兒的TikTok

| 日本 TBS電視台 日曜劇場           | 日本 TBS電視台 日曜劇場                                 | 日本 TBS電視台 日曜劇場 |
| --------------------------------- | ------------------------------------------------------- | ----------------------- |
|                                   | 下剋上球兒 （2023年10月15日－12月17日）                 |                         |
| VIVANT （2023年7月16日－9月17日） | 再見指揮家～父親和我的熱情～ （2024年1月14日－3月17日） |                         |

| 臺灣 愛爾達影劇台 星期六、日 12:00 - 14:00（兩集連播） | 臺灣 愛爾達影劇台 星期六、日 12:00 - 14:00（兩集連播）  | 臺灣 愛爾達影劇台 星期六、日 12:00 - 14:00（兩集連播） |
| ------------------------------------------------------ | ------------------------------------------------------- | ------------------------------------------------------ |
|                                                        | 下剋上球兒 （2024年2月17日－3月2日）                    |                                                        |
| 盛裝 （2023年12月24日－2月11日）                       | 要是說了100萬次就好了（重播） （2024年3月3日－3月17日） |                                                        |

| 臺灣 緯來日本台 每週一至五 21:00 - 22:00                                                | 臺灣 緯來日本台 每週一至五 21:00 - 22:00             | 臺灣 緯來日本台 每週一至五 21:00 - 22:00 |
| --------------------------------------------------------------------------------------- | ---------------------------------------------------- | ---------------------------------------- |
|                                                                                         | 下剋上球兒 （2024年4月29日－5月10日）                |                                          |
| 廚房的愛麗絲 （2024年4月15日－4月26日）                                                 | 春暖花開的那一天 （2024年5月13日－5月27日）          |                                          |
| 臺灣 緯來日本台 每週一至五 22:00 - 23:00                                                |                                                      |                                          |
| 王牌護理師 （重播） （2024年11月28日－12月9日）王牌護理師2 （2024年12月10日－12月20日） | 下剋上球兒 （重播） （2024年12月23日－2025年1月6日） | 弱剋強球兒 （2025年1月7日－1月17日）     |